# Heliura rhodocryptoides
Heliura rhodocryptoides là một loài bướm đêm thuộc phân họ Arctiinae, họ Erebidae.